# Андон Липида
Андон Липида или Лепидов (Антониос Лепидас) (на гръцки: Αντώνιος Λεπίδας), е гъркомански революционер, деец на Гръцката въоръжена пропаганда в Македония от началото на XX век.

## Биография
Андон Липида е роден в Енидже Вардар (Па̀зар), тогава в Османската империя, днес Яница в Гърция. Произхожда от чорбаджийското семейство Липидови от Горната махала в града. Роднина е с Атанас, Димитър и Тома Липида, всички те дейци на гръцката въоръжена пропаганда в града. Той също служи на пропагандата като агент от трети ред, т.е. като куриер и снабдител с храна и оръжие на гръцките чети.
В края на 1907 година или по-вероятно след Младотурската революция от юли 1908 година е тежко ранен в Гюпчево, когато бивши четници на Апостол Петков и гръцки четници се сбиват на сватба и в резултат загиват българският четник Гоце Калайджията и гъркоманският активист Христо Митов, както и местен гъркоманин.